# 타카하시 코지
타카하시 코지(일본어: 高橋幸治 다카하시 고지[*], 1935년 6월 10일 ~ )은 일본의 배우이다.
니가타현 도카마치시 출신으로 도요 대학 경제학부 재학 중 극단 분가쿠자(文學座)의 배우인 미야자키 세이지(宮口精二)의 운전기사가 된 것을 계기로 대학 졸업 후, 극단에 가입하였다. 1959년 연구생으로서 극단에 들어와, 1963년 신토 가네토 감독의 영화 《어머니》(母)로 영화계에 데뷔한다.
텔레비전 드라마에는 이미 1960년부터 단역으로 나오며 활동, 1965년 NHK 대하드라마 《태합기》에서 오다 노부나가 역을 맡았다. 극 중 냉혈한 오다의 모습을 보여주며 주인공인 도요토미 히데요시 역의 오가타 켄보다 더욱 크게 인기몰이를 했으며, 이 때문에 방송사인 NHK에는 시청자들이 ‘노부나가를 죽이지 말아달라’는 엽서가 수도 없이 날아왔다. NHK는 이를 의식해서인지 오다가 죽음을 맞는 혼노지의 변 회차를 2개월이나 연기했으며 타카하시는 50부작인 《태합기》에서 42회에 죽음을 맞으며 하차했다. 이 이후로 여러 영화에도 출연하였으나 스케줄상 소속 극단인 분가쿠자의 연극에 출연하지 못하자, 분가쿠자는 그를 제적시키기도 했다.
1966년 NHK의 아침 TV 소설에서 하야미 켄타로 중위 역으로 출연했는데, 여기서도 작품 도중 사망으로 하차하는 역할이었으나, 작년과 마찬가지로 죽이지 말라는 투서가 쇄도하여 그의 사망시기가 또다시 대폭 지연되기도 했다. 이후 NHK 대하드라마의 자주 출연하였는데 《하늘과 땅과》에서 다케다 신겐, 《신·헤이케 이야기》에서 미나모토노 요리토모 역 등 비중 있는 역을 맡다가 1978년 《황금의 나날》에서 다시 한번 오다 노부나가를 맡아 열연했다. 이때 도요토미 히데요시 역으로 《태합기》에서 호흡을 맞췄던 오가타 켄이 다시 나와 출연했다.
이후로도 여러 사극과 현대극, 연극 등에 연달아 출연하며 왕성히 활동하다가 1990년대부터 조금씩 출연 빈도가 줄어들었고 2001년, 연극을 마지막으로 잠정 은퇴하였다.

## TV 출연
- 태합기 (1965년 드라마)
- 하늘과 땅과 (1969년 드라마)
- 황금의 나날
- 태양에 짖어라